# Домодєдово
Домодє́дово (рос. Домоде́дово) — підмосковне місто в міському окрузі Домодєдово, Московська область, Російська Федерація. Місто за 37 км на південь від центру Москви. Згідно із переписом 2010 року населення становить 89 756 осіб. Перша писемна згадка — бл. 1401 року.
Біля міста розташований головний аеропорт Росії — аеропорт Домодєдово, 22 млн пасажирів за 2010 рік. Зі сходу місто обходить Каширське шосе (федеральна траса М4/E115).

## Історія
Місто отримало свою назву від сусіднього села Дододєдово, хоча й історично місто не виросло із цього села, а утворювалося окремо.
Перша писемна згадка про село Домодєдово датується близько 1401–1402 року. Село згадується в духовній грамоті князя Володимера Ондреєвича (онук Івана Калити), у якій він дарує Домодєдово з усіма лугами своїй дружині Олені. 

|  | <span lang="... раб б(о)жеи Волѡдимеръ Ѡндрѣевич, пишꙋ грамотꙋ д(у)шовнꙋю при своем жывотѣ, целым своим Ꙋмом. Даю рад моим с(ы)н(о)мѣ и кн(ѧ)г(и)не моеи. ...А жонѣ своеи, кн(ѧ)г(и)не Ѡлене дал есм еи ... А из Ꙋдѣлов детеи моих подавал есмь кн(ѧ)г(и)не своеи: ... а изо кн(ѧ)жо Ꙋдѣла Васил(ь)ева Битѧгово со всѣми д(е)р(е)вн(ѧ)ми и с лꙋги, да Домодѣдово со всѣми лꙋги. " xml:lang="... раб б(о)жеи Волѡдимеръ Ѡндрѣевич, пишꙋ грамотꙋ д(у)шовнꙋю при своем жывотѣ, целым своим Ꙋмом. Даю рад моим с(ы)н(о)мѣ и кн(ѧ)г(и)не моеи. ...А жонѣ своеи, кн(ѧ)г(и)не Ѡлене дал есм еи ... А из Ꙋдѣлов детеи моих подавал есмь кн(ѧ)г(и)не своеи: ... а изо кн(ѧ)жо Ꙋдѣла Васил(ь)ева Битѧгово со всѣми д(е)р(е)вн(ѧ)ми и с лꙋги, да Домодѣдово со всѣми лꙋги. " class="script-slavonic" style="font-size: 110%; font-family: Palatino Linotype, /* Unicode 8.0 Slavonic fonts: */ BukyVede, 'Kliment Std', 'RomanCyrillic Std', /* Unicode 13.0 Slavonic fonts: */ 'Ponomar Unicode', 'Ponomar Unicode TT', 'Acathist', 'Triodion Unicode', 'Menaion Unicode', 'Menaion Unicode TT', 'Shafarik', 'Fedorovsk Unicode', 'Fedorovsk Unicode TT', 'Monomakh Unicode', 'Monomakh Unicode TT', 'Vilnius', /* Unicode 6.x Slavonic fonts: */ 'Monomachus', 'Old Standard', 'Old Standard TT', /* Unicode 5.1 Slavonic fonts: */ Dilyana, Menaion, 'Menaion Medieval', Lazov, Code2000, /* Unicode fallback: */ 'DejaVu Sans', 'DejaVu Serif', Code2001, 'FreeSerif', 'TITUS Cyberbit Basic', 'Charis SIL', 'Doulos SIL', 'Chrysanthi Unicode', 'Bitstream Cyberbit', 'Bitstream CyberBase', Thryomanes, 'Lucida Grande', 'FreeSans', 'Arial Unicode MS', 'Microsoft Sans Serif', 'Lucida Sans Unicode';">... раб б(о)жеи Волѡдимеръ Ѡндрѣевич, пишꙋ грамотꙋ д(у)шовнꙋю при своем жывотѣ, целым своим Ꙋмом. Даю рад моим с(ы)н(о)мѣ и кн(ѧ)г(и)не моеи. ...А жонѣ своеи, кн(ѧ)г(и)не Ѡлене дал есм еи ... А из Ꙋдѣлов детеи моих подавал есмь кн(ѧ)г(и)не своеи: ... а изо кн(ѧ)жо Ꙋдѣла Васил(ь)ева Битѧгово со всѣми д(е)р(е)вн(ѧ)ми и с лꙋги, да Домодѣдово со всѣми лꙋги. |

У XVII столітті на території сучасного міста існувало два села Назарьєво та Скнілово. В 1781 в рамках адміністративної реформи впроваджуваної Єкатєріной II, територію нинішнього міста віднесли до Нікітського повіту Московської губернії. Через 16 років повіт ліквідували, більша його частка відійшла до Подільського повіту тієї ж губернії. Восени 1812 через цю території відходили війська Наполеона.
У 1825 році власник маєтку «Константіново» статський радник І. Ф. Похвіснєв заснував папірню. Поруч із фабрикою було створено невелике робітниче селище, та відкрито фельдшерський пункт і школу. Територія самого ж міста була вкрита чагарниками та деревами. Після селянської реформи 1861 року на місці вирубаних для виробництва паперу дерев виділялися ділянки для будівництва дач.
Сучасне місто розташоване на старовинній дорозі — Каширському тракті, який впродовж століть з'єднував Москву з Каширою та низкою інших міст на південь від неї.

### У статусі селища

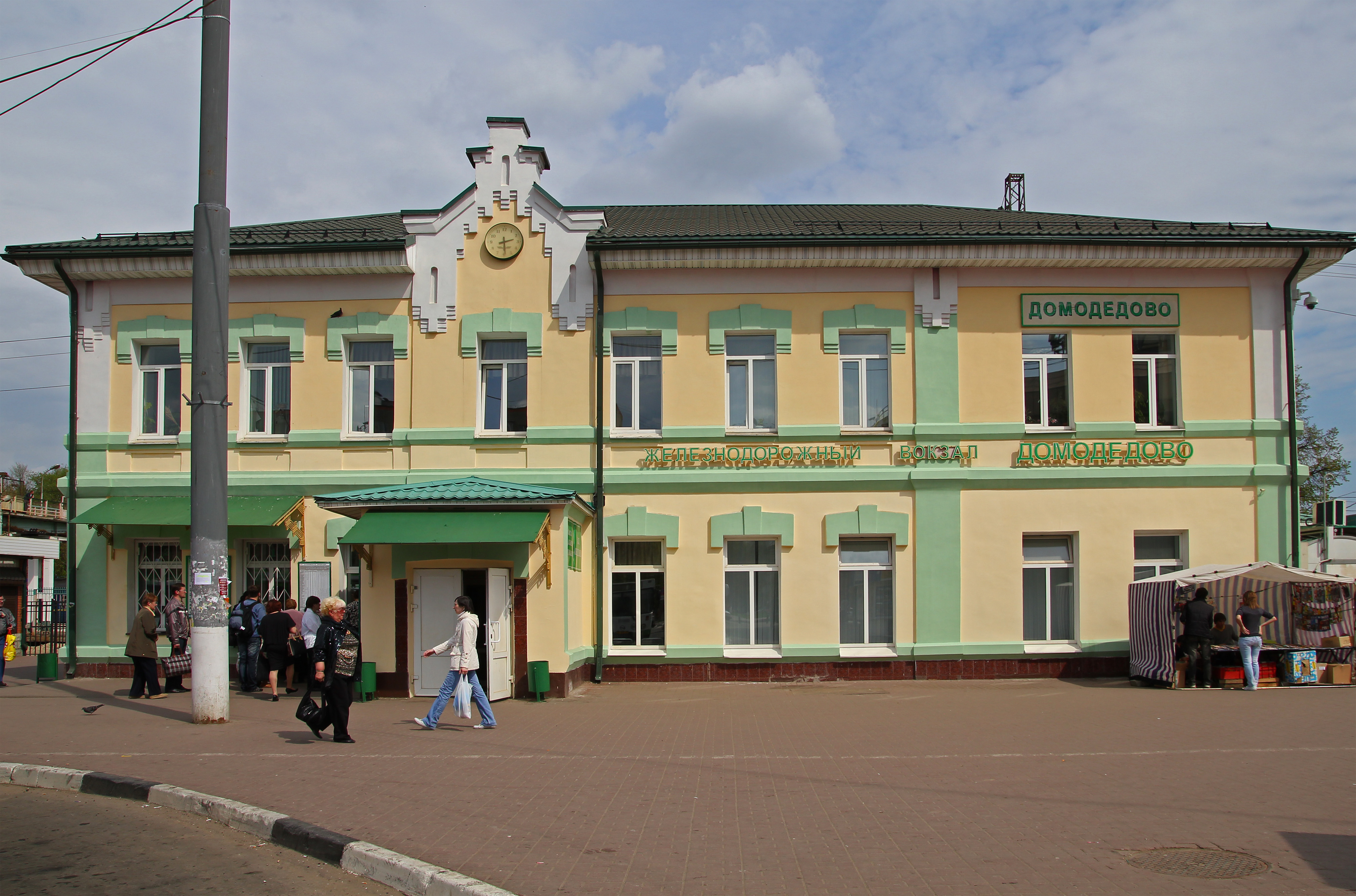
Станція Домодєдово.

Власне історія міста Домодєво розпочалася від будівництва залізничної станції. Первісно станцію планували назвати «Пржевальська» за прізвищем тодішнього власника маєтку «Константиново», відомого мандрівника Ніколая Пржевальського. Проте зрештою станцію було названо за селом, що було тоді адміністративним центром волості.
1897 компанія Рязано-Уральська залізниця отримала дозвіл на будівництво гілки від села Павелець (нині смт в Рязанській області) до Москви. Завдяки цій гілці компанія, яка мала розгалужену мережу залізниць змогла отримати доступ до Москви. 31 січня 1900 (19 січня за старим стилем) було урочисто відкрито залізничну станцію Домодєдово.  До станції було проведено водогін від річки Рожайка та зведено водонапірну башту для забезпечення паровозів водою.
Наявність залізничного сполучення із сусідньою Москвою, поклади вапняку, сприяли промисловому розвитку поселення. У 1899 будується цегляний завод, запруджується річечка Городянка. В 1990 році відкривається цементний завод. Розростаються пристанційне, заводське, дачне селища та фабричне селище Костянтинівської фабрики. Зростає чисельність населення, так станом на 1914 рік на території сучасного міста вже проживало 792 людини. 1919-го було відкрито першу школу. 1924-го постановою Подільського Повітового виконкому пристанційне селище Домодєдово було віднесене до дачного селища міського типу. 1928 року було вибрано дачну раду.
У другій половині 1930-х років у зв'язку із проведенням генерального плану реконструкції Москви, до селища переїхало 200 сімей та було зведено 170 будинків. Станом на 1937 рік населення становило 7,000 осіб. 1938-го дачне селище було реорганізоване у робітниче селище. Того ж року завершено третю школу на 280 учнів. Населення швидко зростало, так 1939 року було вже 10 341 осіб, ще за два роки 14 500 осіб. В 1941-му збудовані хлібзавод та зварювальна база Мосенерго.
Під час Другої світової війни місто в жовтні — листопаді 1941-гу було у прифронтовій зоні.

### У статусі міста
1947 року у селищі було 1,573 будинків та мешкало 20 300 осіб. 12 березня 1947 указом Президії Верховної Ради РРФСР робітниче селище отримало статус міста районного підпорядкування.
У 1950-х у місті було збудовано чи реконструйовано низку підприємств: завод «Кондиціонер», завод металоконструкцій (нині «Метако»), завод будматеріалів та конструкцій, завод вогнетривких виробів та швейно-трикотажна фабрика. Почав працювати міський радіовузол, та напівавтоматична телефонна станція.
7 квітня 1962 на південний захід від міста почалося зведення московського аеропорту «Домодєдово». 25 березня 1964 було здійснено перший пасажирський рейс, літак Ty-104 вилетів у рейс до Свердловська. З 1966 року пасажирські рейси стали регулярними.
1969 року місто Домодєдово стало районним центром — містом обласного підпорядкування. Новоутворений Домодєдовський район був виділений з Подольського району. Станом на 1 січня 1969 площа Домодєдово склала 1,104 га, населення склало 35 000 осіб. У місті нараховувалося дев'ять підприємств. Шість загальноосвітніх шкіл, філія Подільського індустріального технікуму та музична школа.
19 липня 2004 постановою губернатора Московської області робітниче селище Востраково було приєднане до міста. 17 вересня 2004 було приєднано дачні селища Білі Столби та Барибіно. 14 березня 2007 до міста були також включенні села Забор'є, Мєткіно, Рождественське, Умшари та Шебанцево.

2 грудня 2007 відбувся референдум, на якому 95 % мешканців Домодєдова висловились проти будівництва у межах міста платної автомобільної дороги, але 1 жовтня 2012 проїзд ділянкою траси М4 ДОН, починаючи із 52 км, став платним, у тому числі, і для мешканців міста.

1 жовтня 2012 деякі мешканці Домодєдова проголосили про створення так званої «Руської Демократичної Республіки» («Русской Демократической Республики») на території міського округу у відповідь на ігнорування владою результатів референдуму 2007 року, на якому містяни висловились проти платної дороги. Ініціативна група планує провести з 15 травня по 15 червня 2013 року референдум щодо проголошення республіки, результати якого мають бути оголошені 16 червня 2013.

## Символіка

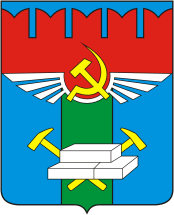
Герб міста 1985 року.

До 25-ліття міста 2 листопада 1972 року було затверджено перший герб міста та району, розроблений художником В. С. Конокотін. Нинішня версія гербу міста та району прийнята у 2002 році містить незначні зміни від версії затвердженій у 1996 році. В основі сучасного гербу історичний герб міста Нікітск (нині не існує, у XVIII ст. був повітовим центром).

## Географія
Місто розташоване на Москворіцько-Окській рівнині, що лежить у центрі Східноєвропейської рівнини. Клімат — помірно-континентальний клімат з відносно м'якими зимами, частими відлигами і теплим та вологим літом. Часті циклони з Атлантики та Середземномор'я. Середня температура січня становить −10.5 °C, липня — +17.5 °C. Середня тривалість періоду без заморозків близько 130 днів. Ґрунти — алювіальні та сірі лісові.

### Гідрографія
Територія міста належить до басейну внутрішнього Каспійського моря. На західній околиці повз місто протікає річка Рожайка, що відділяє його від прилеглих сіл Авдотьїно та Константиново.
За 6 км від середмістя на північний захід, біля села Домодєдово, Рожайка впадає до річки Пахра, яка дугою обминає місто з північного боку за 5—7 км. Пахра є притокою Москви-ріки, що є притокою Оки, басейн Волги.

## Економіка
У місті є низка виробництв: завод металоконструкцій «Метако», цегляний завод, завод залізобетонних конструкцій, машинобудівний завод «Кондиціонер», «Домодєдовський дослідний машинобудівний завод» по виготовленню обладнання для нафтогазової галузі, будівельна компанія «ЗАТ Стальінвєст», меблева фабрика.

### Транспорт
Зі сходу місто дугою обходить Каширське шосе, що є фрагментом федеральної траси М4, яка є частиною європейської автомагістралі E115 (Ярославль—Москва—Вороніж—Новоросійськ). Через саме місто проходить ще одне Каширське шосе (в народі назване старим), почавшись як вулиця Москви утворює перехрестя з трасою М4, з півночі від міста. Перетинає його з півночі на південь утворюючи головну вулицю Домодєдова і з південного боку від міста зливається із трасою М4.
Через місто проходить залізниця РЖД (Московська залізниця), що сполучає місто Москва (Павелецький напрямок) та місто Кашира. В середмісті Домодєдово однойменна станція. В 1963-65 роках, було збудовано відгалуження до аеропорту. На цьому відділку на південно-східній околиці Домодєво у 1963 році було зведено станцію Авіаційна.
За 8 км на схід від центра міста розташований Міжнародний аеропорт «Домодєдово», що має найбільший пасажиропотік у Росії — 22.3 млн. осіб (у 2010 р.). За цим показником посідає 13 місце у Європі.